# Tanjung Rejo (Percut Sei Tuan)
Tanjung Rejo is een bestuurslaag in het regentschap Deli Serdang van de provincie Noord-Sumatra, Indonesië. Tanjung Rejo telt 9338 inwoners (volkstelling 2010).